# Klaus Linkenbach
Klaus Linkenbach (* 4. Januar 1932 in Sankt Goarshausen; † 6. August 2000) war ein deutscher Kirchenmusiker und Komponist.

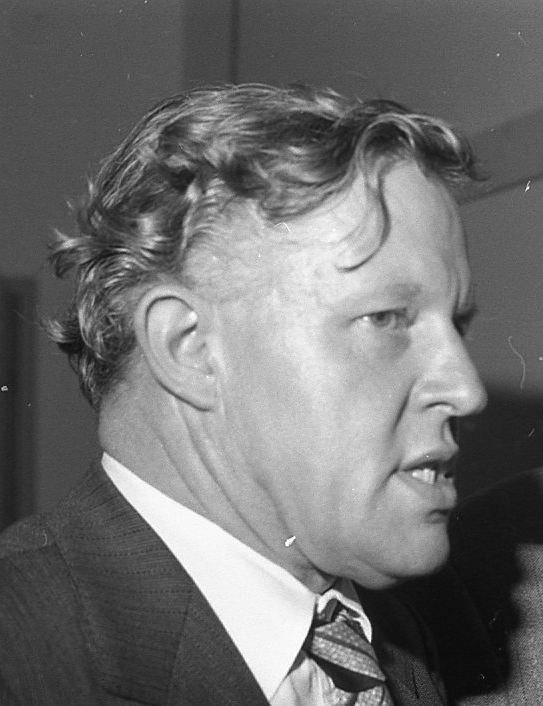
Klaus Linkenbach (1978)

## Leben
Linkenbach wurde in Sankt Goarshausen als Sohn eines Chorleiters und Musiklehrers geboren. 1937 zog die Familie nach Wuppertal, wo Linkenbach  von 1940 bis 1943 Mitglied der Wuppertaler Kurrende war. 1943 übersiedelte er mit den Eltern wieder in den Kreis Goarshausen, wo er ab 1945 eine erste Organistenstelle übernahm. Es folgte nach 1948 die Leitung eines Männergesangvereines sowie eines Posaunenchores. 1950 begann er das Studium der Evangelischen Kirchenmusik an der Kirchenmusikalischen Fortbildungsstätte Schlüchtern, welches er 1953 mit dem B-Examen abschloss. 1953 wurde er als Kirchenmusiker in Eschweiler angestellt, 1954 wechselte er nach Köln-Weiden, wo er 1961 die Singeschule Köln-Weiden gründete. 1975 erhielt er durch die Prüfungskommission der Evangelischen Kirche im Rheinland die Große Urkunde über die Anstellungsfähigkeit für A-Kirchenmusiker.
1984 wurde Linkenbach durch die Kirchenleitung mit dem Titel eines Kirchenmusikdirektors ausgezeichnet. 1987 erhielt er das Bundesverdienstkreuz am Bande.

## Werke
- Die Nacht ist vorgedrungen. Kantate für 4stg. gem. Chor, (Blech-)Bläserchor und Orgel. Verlag Dohr.
- Lobt Gott, ihr Christen alle gleich. Kantate für 4st. gem. Chor, (Blech-)Bläserchor und Pauken. Verlag Dohr.
- Nun singet und seid froh. Kantate für 4st. gem. Chor und (Blech-)Bläserchor. Verlag Dohr.
- Weihnachts-Kyrie. Motette auf einen Text von Jochen Klepper für vier- bis fünfstimmigen gemischten Chor a cappella. Verlag Dohr.
- Wer nur den lieben Gott lässt walten Partita für Altblockflöte und Orgel. Verlag Dohr.
- Wir Christenleut. Kantate für 4st. gem. Chor und (Blech-)Bläserchor. Verlag Dohr.